# The Album (album, Jeckyll & Hyde)
The Album je debutové album nizozemského jumpstylového duetu Jeckyll & Hyde. Vydáno bylo 18. března 2007 v nizozemském labelu Digidance. Z alba se do dnešního data prosadily především hity "Frozen Flame", "Freefall" a "Time flies".

## Track list
1. "Intro" – 1:54
2. "La Dans Macabre" – 4:02
3. "Lost in Space" – 3:23
4. "Frozen Flame" – 3:34
5. "The Lost Files" – 3:50
6. "The Flipside" – 3:21
7. "Precious Dreamer" – 4:25
8. "Freefall" – 3:28
9. "Frozen Flame" [Wezz & Fisher Extended Remix] – 7:29
10. "Lost in Time" – 4:03
11. "Kick This One" – 4:12
12. "In Trance Of" – 3:41
13. "Time Flies" – 3:40
14. "End of Time" – 3:36
15. "Play It Loud" [Noise Provider Remix] – 4:13
16. "Universal Nation" (Bonus Track) – 3:42